# Peace Queen Cup 2006
Turniej piłki nożnej kobiet 2006 Peace Queen Cup został rozegrany w Korei Południowej w dniach od 28 października do 4 listopada 2006 r. W turnieju wystartowało 8 drużyn narodowych. Początkowo miały to być Korea Południowa, Korea Północna, Brazylia, Australia, Stany Zjednoczone, Dania, Włochy i Nigeria, jednak na kilkanaście dni przed rozpoczęciem turnieju nastąpiły dwie zmiany: Holandia zastąpiła Koreę Północną, a Kanada zastąpiła Nigerię.

Zwyciężczyniami zostały piłkarki Stanów Zjednoczonych.

## Wyniki

### Grupa A
- 28 października, Seul     Korea Południowa – Brazylia 0:1

   ----
   Angelica 77'
- 28 października, Seul     Kanada – Włochy 3:2

   Christine Sinclair 17', 34', Jodi Ann Robinson 74 (lub 81)'
   Valentina Boni 70', Patrizia Panico 88'
- 30 października, Masan     Włochy – Brazylia 1:1

   Giulia Perelli 21'
   Su 55'
- 30 października, Masam     Korea Południowa – Kanada 1:3

   Hong Kyung-suk 25'
   Christine Sinclair 23', 49 (lub 53)', 69'
- 1 listopada, Changwon     Włochy – Korea Południowa 2:1

   Hong Kyung-suk samob. 42', Patrizia Panico 54'
   Park Eun-jung 48'
- 1 listopada, Changwon     Brazylia – Kanada 2:4

   Roseli 13', Nildinha 85'
   Martina Franko 1', Randee Hermus 7', Christine Sinclair 28', Rhian Wilkinson 33'
| Drużyna          | Punkty | Bramki strzelone | Bramki stracone |
| ---------------- | ------ | ---------------- | --------------- |
| Kanada           | 9      | 10               | 5               |
| Włochy           | 4      | 5                | 5               |
| Brazylia         | 4      | 4                | 5               |
| Korea Południowa | 0      | 2                | 6               |

### Grupa B
- 29 października, Kimhae     Australia – Holandia 1:0

   Sarah Walsh 66'
   ----
- 29 października, Kimhae     Stany Zjednoczone – Dania 1:1

   Kristine Lilly 73'
   Camilla Sand Andersen 12'
- 31 października, Cheonan     Australia – Stany Zjednoczone 0:2

   ----
   Kristine Lilly 20', Natasha Kai 35'
- 31 października, Cheonan     Holandia – Dania 0:1

   ----
   Janne Madsen 81'
- 2 listopada, Suwon     Stany Zjednoczone – Holandia 2:0

   Lindsay Tarpley 27', Cat Whitehill 45+2'
   ----
- 2 listopada, Suwon     Australia – Dania 1:2

   Caitlin Munoz 69'
   Maja Juliussen 13', Johanna Rasmussen 83'
| Drużyna           | Punkty | Bramki strzelone | Bramki stracone |
| ----------------- | ------ | ---------------- | --------------- |
| Stany Zjednoczone | 7      | 5                | 1               |
| Dania             | 7      | 4                | 2               |
| Australia         | 3      | 2                | 4               |
| Holandia          | 0      | 0                | 4               |

### Finał
- 4 listopada, Seul     Kanada – Stany Zjednoczone 0:1

   ----
   Kristine Lilly 68'